# 운명 (희곡)
《운명》(運命)은 1막 2장으로 구성된 윤백남(尹白南, 1888-1951)의 작품이다. 1918년에 썼다. 1921년 예술협회에서 창립공연을 가졌다. 이기세(李基世) 연출. 1930년 출간.  그릇된 기성윤리와 유교(儒敎)의 폐습이 낳은 부권(父權) 남용을 고발하고 밀려오는 해외 사조(思潮)에 맹목적으로 영합하는 젊은이에게 경각심을 주어 새로운 도덕과 양속(良俗)을 일으키자는 개화기의 희곡이다.  무대는 하와이의 호놀룰루. 직업이 전도사(傳道師)이기 때문에 서양사람과 교섭이 많고, 무엇이고 서양 것이라면 덮어놓고 숭배하는 아버지의 강권에 못 이겨 딸 박메리는 사진에서만 본 남자를 찾아 하와이로 간다. 그녀는 이화학당(梨花學堂) 출신의 인텔리 여성으로 일본 유학생인 애인 이수옥이 있었다. 처음에는 아버지의 명을 어기려고 했지만 서양을 동경하는 허영 때문에 결국 하와이로 와서 양길삼과 결혼한다.  그런데 양길삼은 나이 많은 구두수선공으로 전혀 교양이 없는 자였다. 얼마 후 이수옥이 미국 유학차 하와이를 들르게 되었을 때 박메리를 만난다. 그는 여자가 사기결혼을 했음을 안다. 한편 이 옛 애인을 만나는 광경을 우연히 목격한 양길삼의 친구는 여자를 위협, 정조를 요구하다 거절당하자 남편에게 알린다. 노기충천한 양길삼은 이들이 만나고 있는 현장을 급습하여 일대 격투가 벌어지는데 격투 중 양길삼이 들고 있던 칼을 빼앗으려던 이수옥이 잘못하여 그 칼로 양길삼을 죽인다. 결국 이수옥은 유학의 꿈도, 애인과의 재결합의 희망도 무산된 채 감옥으로 가야할 운명에 처하게 되는 것이다.